# Четвёртый интернационал (1993)
Четвёртый интернационал — международная троцкистская организация, созданная в 1993 году. Представители других троцкистских тенденций часто называют сторонников этого ЧИ «ламбертистами» по имени основателя Пьера Ламбера. По мнению «ламбертистов», послевоенная история Четвёртого интернационала увела его далеко от идей своего основателя — Льва Троцкого, что, по их мнению, особенно касается Объединённого секретариата Четвёртого интернационала. Поэтому они считали, что Четвёртый интернационал нуждается в реконструкции, и в 1993 году вновь его учредили.

## История
Интернационал ведёт свою историю с 1972 года. Тогда несколько секций Международного комитета Четвёртого интернационала вышли из него, и сформировали Организационный комитет за реконструкцию Четвёртого интернационала (ОКРЧИ).
В 1979 году ОКРЧИ объединился с Большевистской фракцией Четвёртого интернационала во главе с Науэлем Морено, учредив Равноправный комитет за реконструкцию Четвёртого интернационала (Parity Committee for the Reconstruction of the Fourth International). Были опубликованы 40 тезисов соглашения между двумя тенденциями, а в 1980 году — учреждён Четвёртый интернационал (Международный комитет). Однако этот союз просуществовал недолго — до 1981 года. Причина разрыва состояла в том, что французские сторонники Ламбера из Международной коммунистической организации поддерживали правительство Франсуа Миттерана. Осенью 1981 года сторонники Морено бойкотировали Генеральный совет ЧИ (МК), на котором Ламбер объявил о расколе в Интернационале. Сторонники Морено сформировали Международную лигу трудящихся.
Сторонники Ламбера на встрече 21—23 декабря 1981 года провозгласили Четвёртый интернационал — Международный центр реконструкции. Ламбер предлагал провозгласить себя Четвёртым интернационалом. В 1986—1987 годах лидер аргентинской секции Луис Фавр критиковал позицию Ламбера и французской МКП. Однако позиция Ламбера получила поддержку, и в июне 1993 года в Париже состоялась мировая конференция ЧИ—МЦР, на которой присутсововали представители 44 секций. Конференция вновь провозгласила учреждение Четвёртого интернационала на базисе основного документа — «Переходной программы». Вокруг Интернационала существует более широкое движение, включающее в себя профсоюзные и политические организации в 92 странах мира — Международный комитет взаимодействия трудящихся и народов (International Liaison Committee of Workers and Peoples), также известный, как Международный союз трудящихся и народов (МСТН).
Ламбертисты составляют ядро французской крайне левой Независимой рабочей партии (до 2008 года — Партии трудящихся) и влиятельной оппозиционной Партии трудящихся в Алжире.
В 2015 году в интернационале произошёл кризис и в 2016 году часть членов на съезде в Италии создали Оргкомитет за восстановление Четвёртого Интернационала (OCRFI).